# モスタガネム県
モスタガネム県（アラビア語: ولاية مستغانم、Mostaganem）は、アルジェリアの県（ウィラーヤ）。県都はモスタガネム。その他の都市にアイン・ヌイシー、アイン・テデレス、タズゲト、スティディアなどがある。

## 隣接する県
- シュレフ県
- ルリザンヌ県
- マスカラ県
- オラン県

## 下位行政区画
10の地区（ダイラ）と32の基礎自治体からなる。